# NGC 970
NGC 970 ist eine Galaxie vom Hubble-Typ S im Sternbild Triangulum am Nordsternhimmel und bildet mit 2MASX J023410.7+325832 ein optisches Galaxienpaar. Sie ist schätzungsweise 443 Millionen Lichtjahre von der Milchstraße entfernt und hat einen Durchmesser von etwa 75.000 Lj.

Im selben Himmelsareal befinden sich die Galaxien NGC 969, NGC 973, NGC 974, NGC 978.
Das Objekt wurde am 14. September 1850 von Bindon Blood Stoney entdeckt.